# Liparis mucosus
Liparis mucosus är en fiskart som beskrevs av Ayres, 1855. Liparis mucosus ingår i släktet Liparis och familjen Liparidae. Inga underarter finns listade i Catalogue of Life.